# Mogilno
Mogilno este un oraș în Polonia.
- populație: 12 500
- suprafață: 8,32 km²

Centru industrial, comercial și servicii pentru zona agricolă. Centrul de educație și cultură.
Orașul se află pe trasee turistice diferite, dintre care cea mai importanta este ruta dinastiei Piast.

## Geografie
Orașul este așezat - 52°39′N 17°57′E,  
fiind situat pe malul râului Fecioara (Panna) și pe malul Lacului Lui Mogilno [Jezioro Mogileńskie]. 
Orașul se află situat la 75 km sud-vest de Toruń și și o distanță de 80 km est de Poznan. Actual este situat administrativ la voievodatul Cuiavia și Pomerania  dar istoric aparține la Polonia Mare. Acesta este situat în apropiere de rute de transport importante și este un nod feroviar.

## Stemă

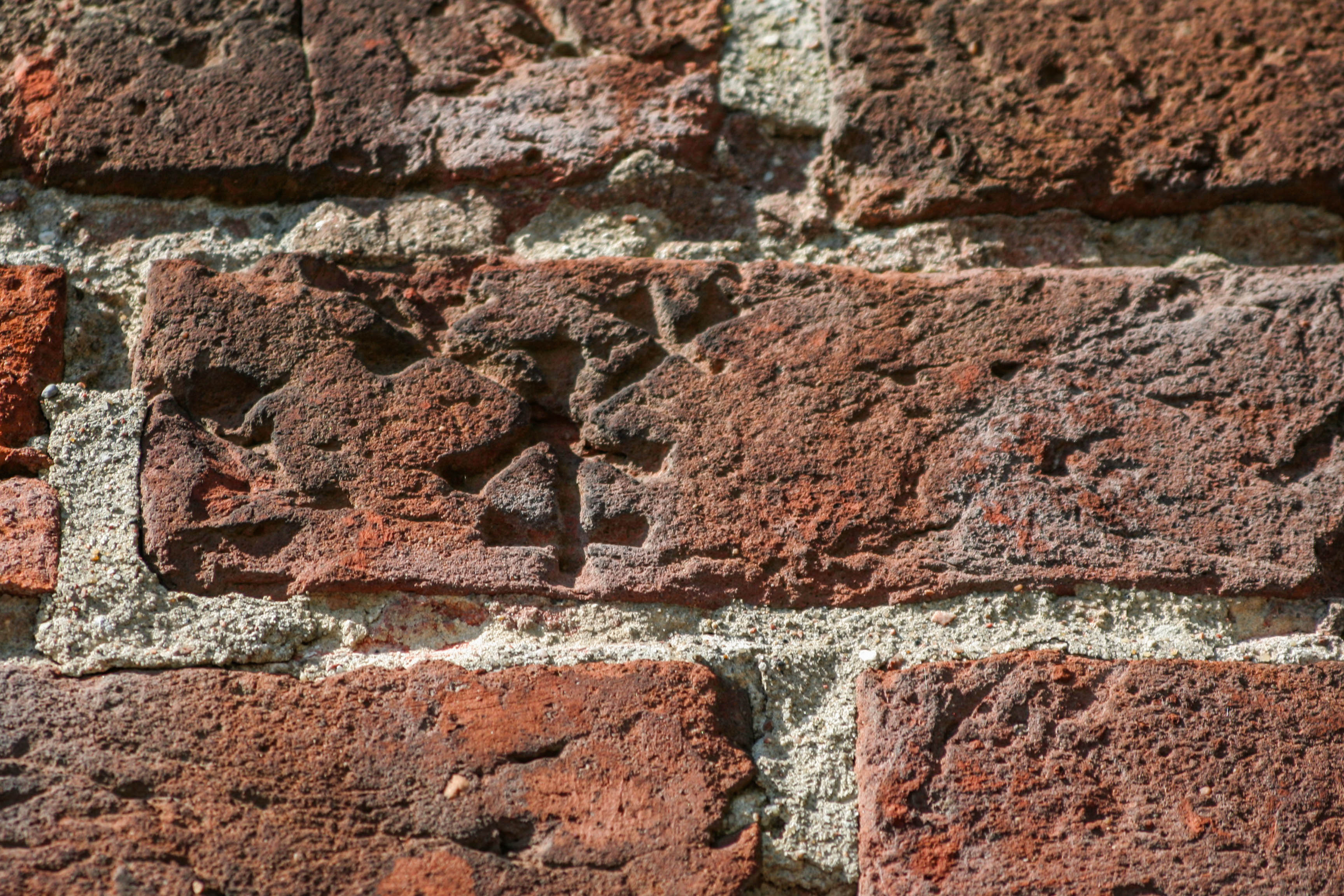

Stemă prezintă pe fundal de culoare albastru trei cruci de aur. Orasul a fost fondat în 1398 și era proprietatea mănăstirii, prin urmare - tema heraldică. În secolele următoare s-a uitat de originea stemei și s-a înlocuit cruci cu săbii.În secolul al nouăsprezecelea s-a utilizattrei flori de crin, care au avut nicio justificare istorică.

## Etimologie
Numele de "Mogilno" provine de la cuvântul "mormânt", care s-a folosit pentru a înțelege un deal, apoi s-a început il foloseste pentru 
movilă din pamânt adunata pentru morți.

## Istorie
Mogilno reprezintă una dintre cele mai vechi așezări de-a lungul frontierei din Polonia Mare și în regiunile istorice Cuiavia. De la începutul secolului al VIII-lea a existat acolo o așezare medievala. În 1065, mănăstirea benedictină a fost fondată acolo de Boleslav I al Poloniei (unele surse spun că a fost fondată mai târziu, de Cazimir Restauratorul). La nord de mănăstire s-a dezvoltat mai târziu orașul Mogilno, căruia i s-a acordat în 1398 o cartă de oraș, și care a fost proprietatea mănăstirii până în 1773. După prima împărțire a Poloniei în 1772 orașul a devenit o parte a Regatului Prusiei, iar în anii 1807-1815 a aparținut la Ducatul Varșoviei. În timpul unui incendiu din 1808 au ars aproape toate casele. După căderea Ducatului Varșoviei, Mogilno a devenit iar o parte a Regatului Prusiei. Din 1920 aparține Poloniei.
Din 1889 până la moartea sa, în 1910, principalul preot din Mogilno a fost Fr. Piotr Wawrzyniak, un proeminent activist social și un promotor al dezvoltării economice.
Eminentul psiholog Kurt Lewin s-a născut, de asemenea, în Mogilno, în anul 1890.
În timpul invaziei germane a Poloniei din 1939, forțele germane au ucis 39 polonezi și un evreu din oraș. Victimele alese de către germanii locali pentru execuție aveau vârste cuprinse între 17 și 75 de ani.

## Turistica
Mogilno se află pe ruta Piastilor și este unul dintre punctele lui cele mai atractive și o bază ideală pentru turiștii interesați de istoria statului polonez. De aici puteți ajunge cu ușurință la Poznan, Gniezno, Trzemeszno, Strzelno, Biskupin, Kruszwica și la sanctuare în Markowice și Lichen.
Mogilno este situat în mod pitoresc, este ocolite de lacuri curate, inconjurate de grupuri mici de copaci.Farmecul acestor zonelor încurajează investițiile în dezvoltarea infrastructurii de turism.

## Monumente de arhitectură
1. Mănăstirea benedictină
a. biserica construita în mijlocul secolului al XI, 
reconstruită de mai multe ori (de exemplu: XIII, XV-XVI, la sfârșitul secolului al XVIII).
b. mănăstire - lângă biserica din sud, provine în parte din perioada gotică și a fost reconstruită în secolul al XVIII
c. în curtea mănăstirii: fântână din secolul al XI-a - cea mai veche în Polonia
2.  biserica Sf. Iacob în stil gotic, de la aproximativ 1511
3. primărie neogotica, din secolul al XIX

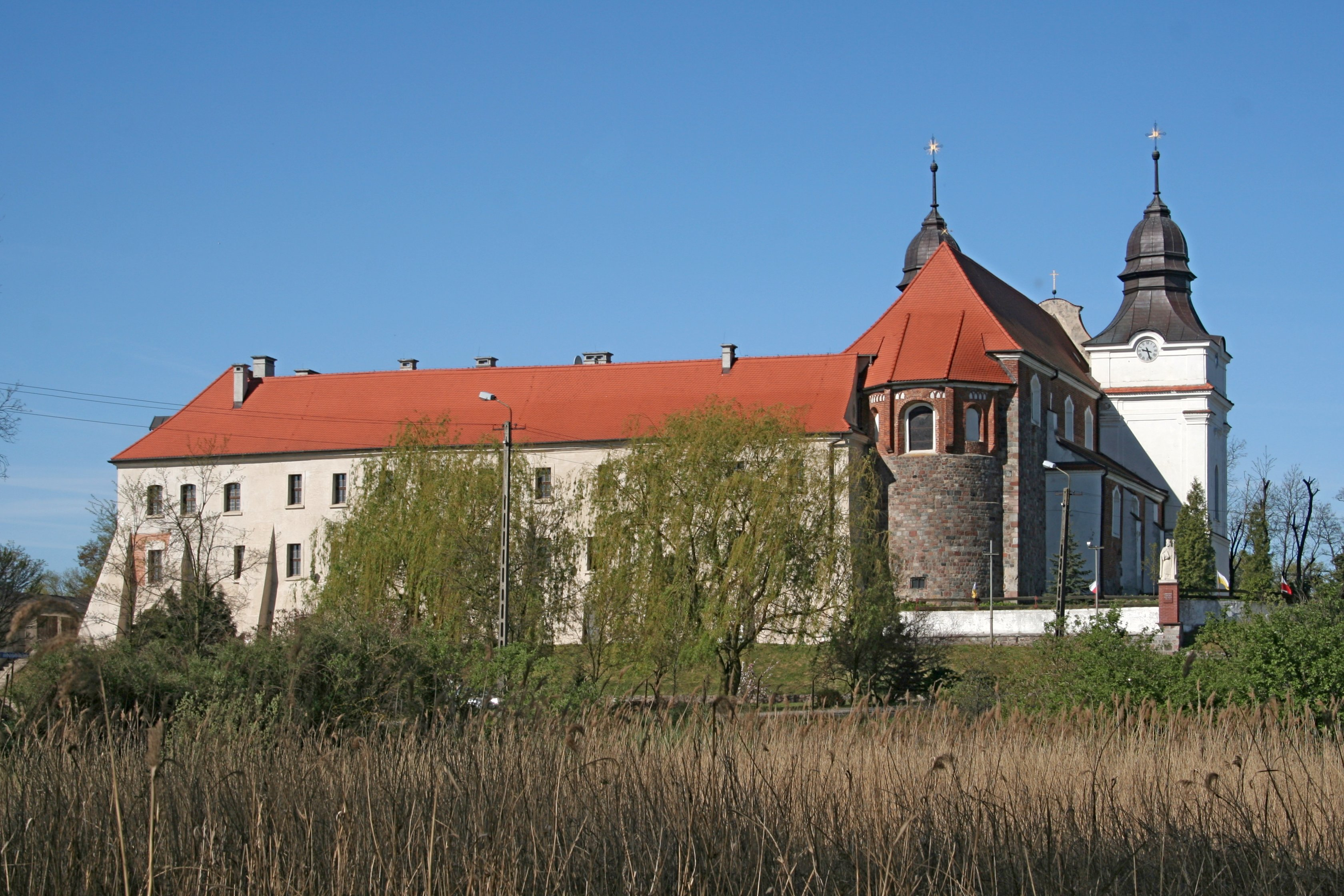

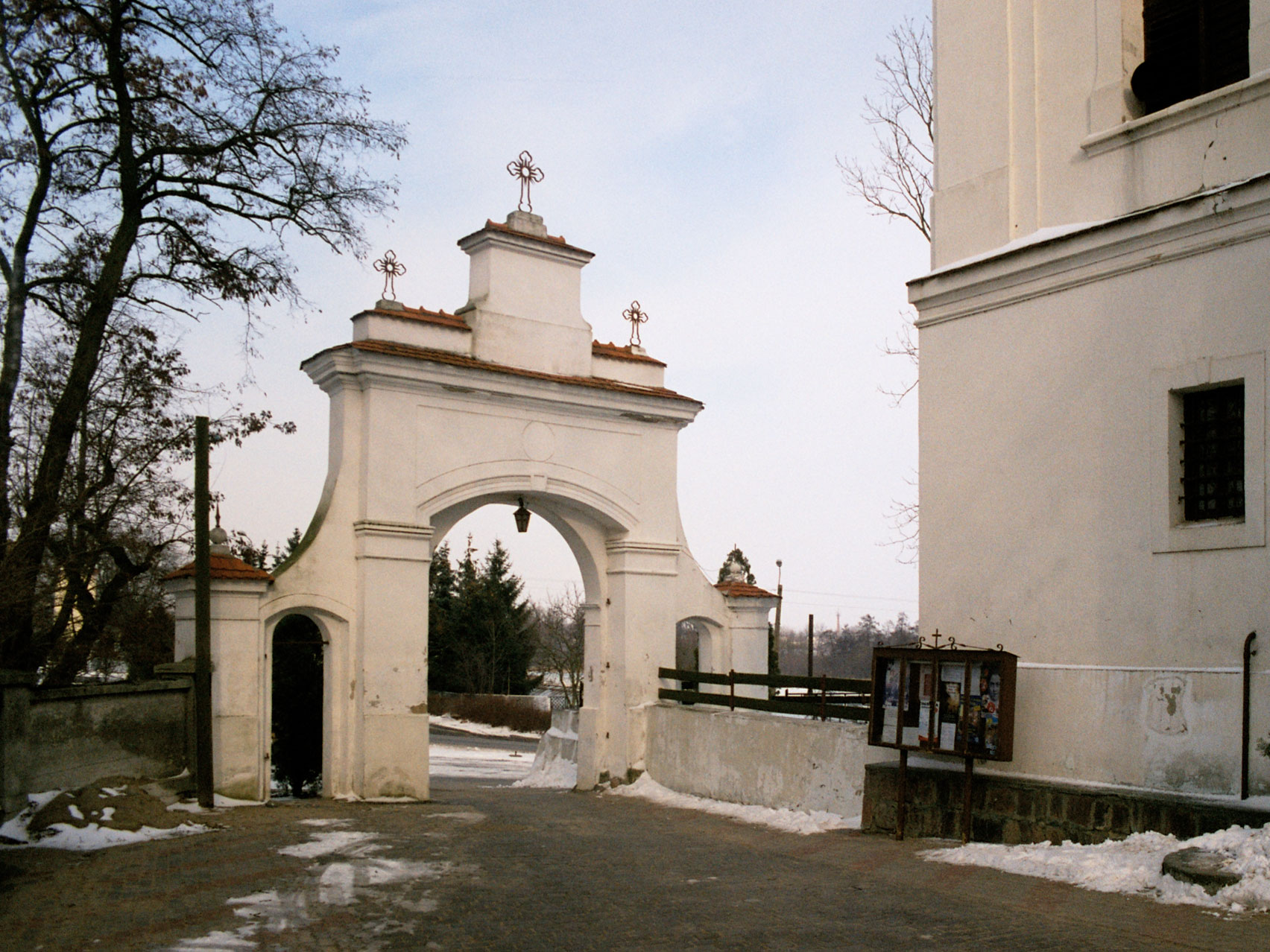

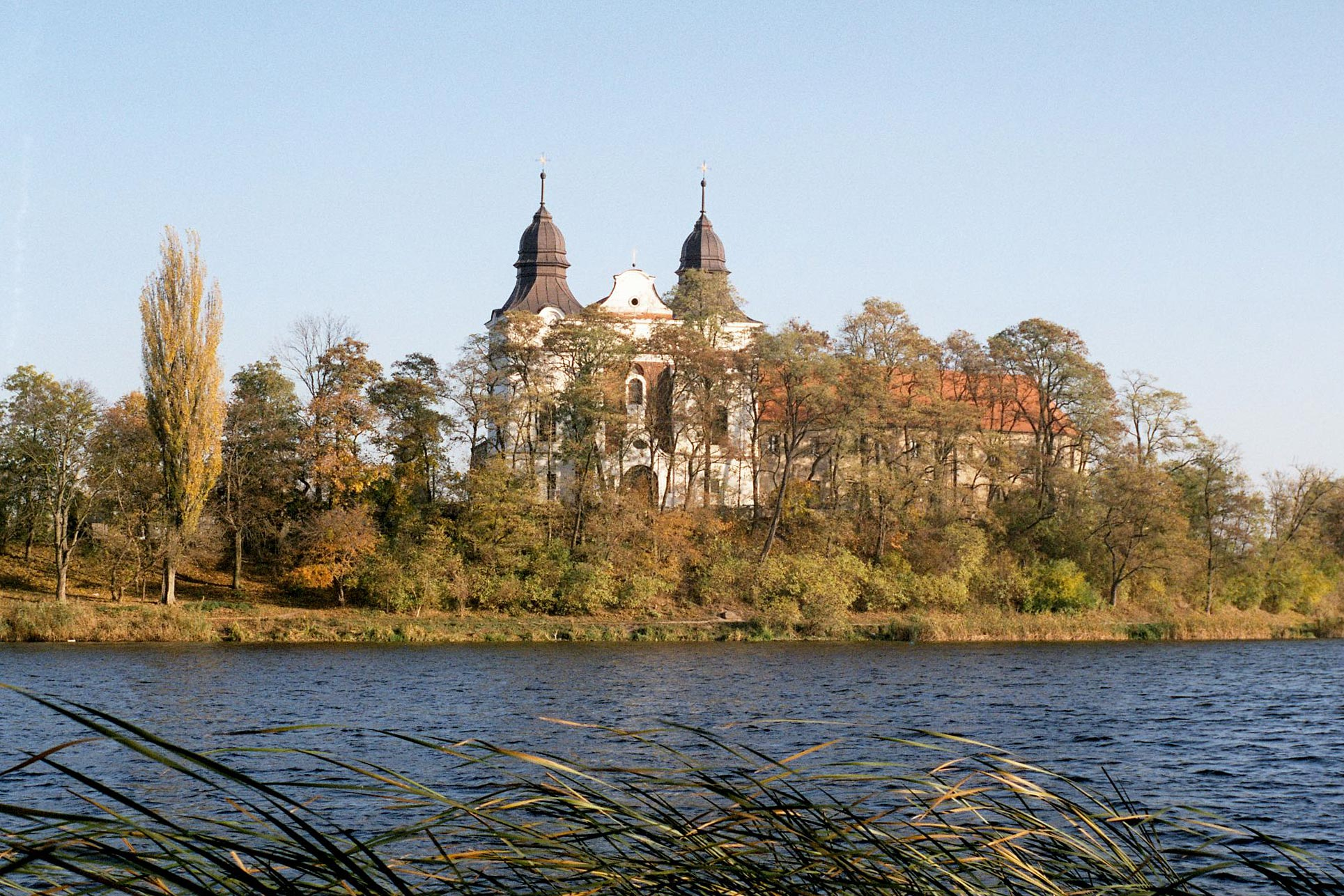

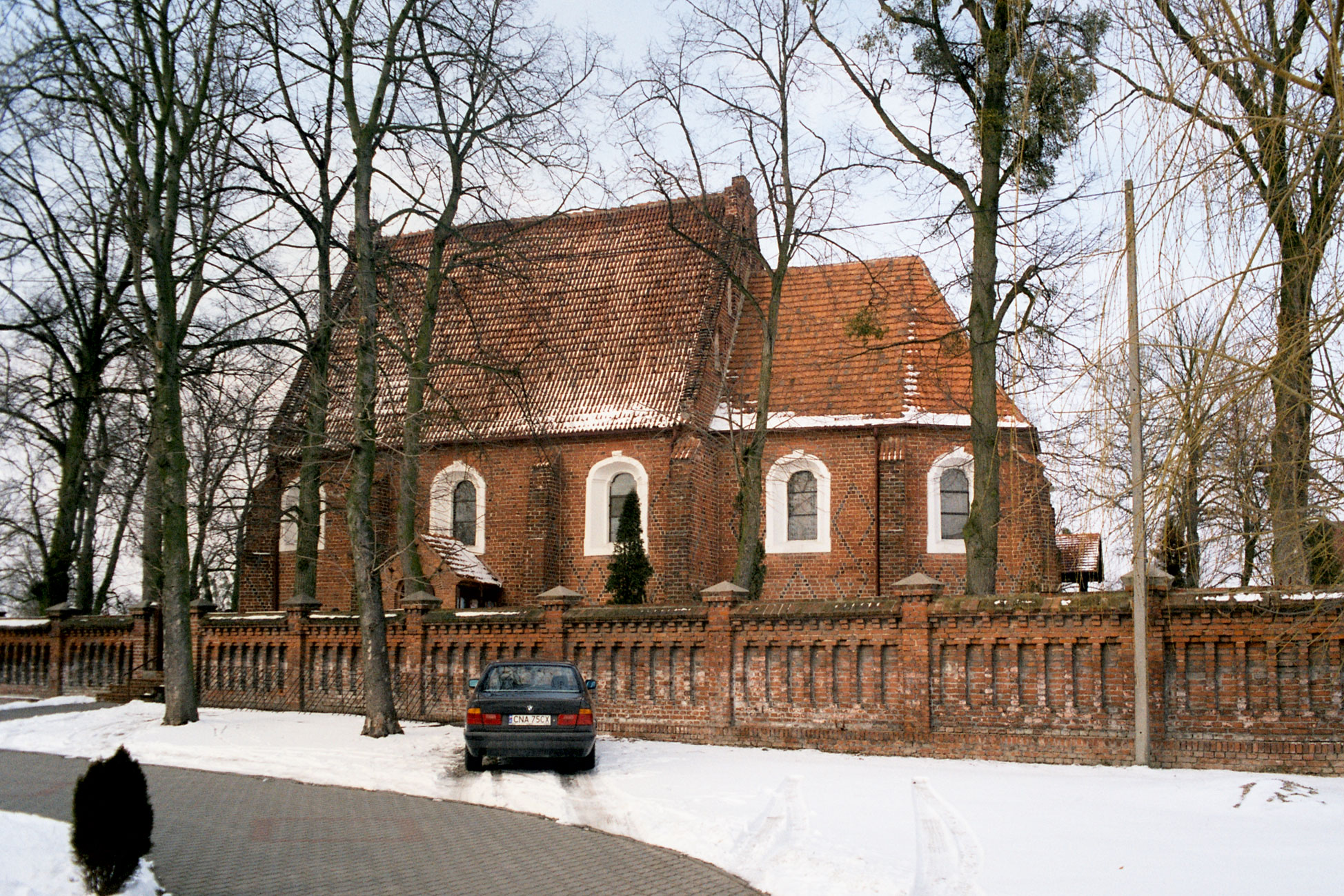

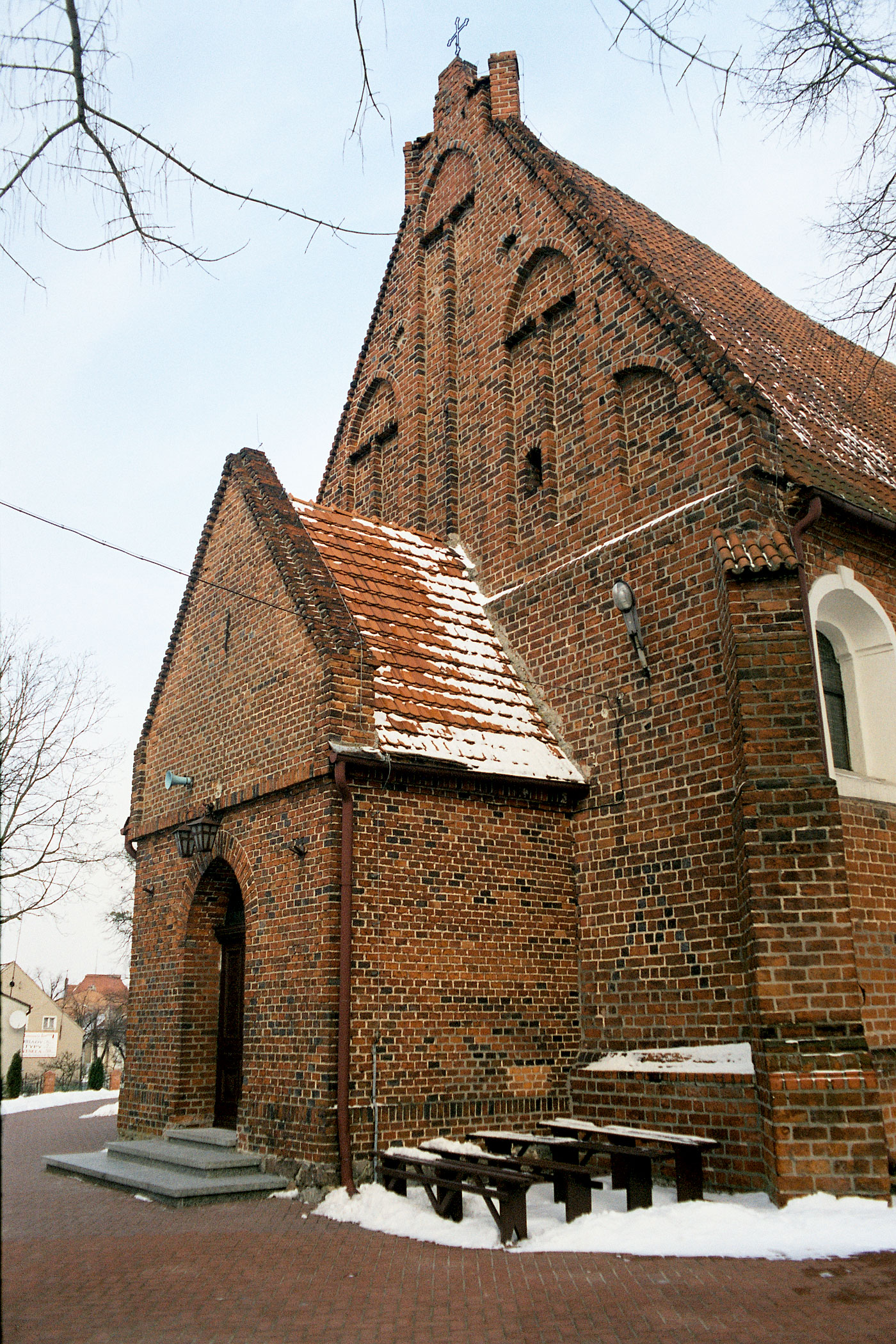

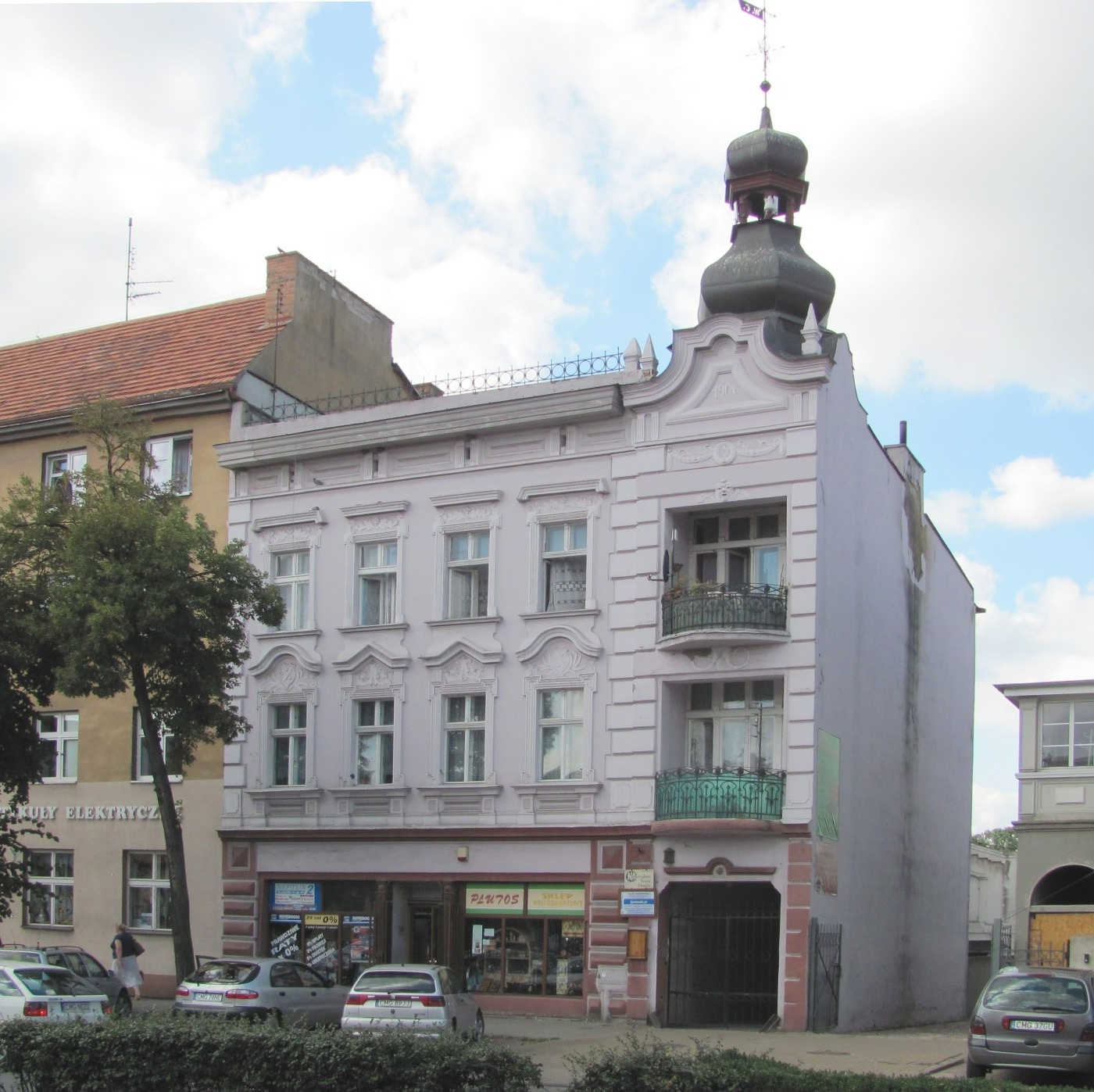

4. case de secolul al XIX
5. Gara de secolul al XIX

## Orașe înfrățite
Mogilno menține relații strânse cu:
Engelskirchen (Germania)
Brody (Ucraina)